# Zapalice
Zapalice (Isopyrum) je rod rostlin z čeledi pryskyřníkovité. Zahrnuje 4 druhy vytrvalých bylin s větvenou vzpřímenou lodyhou, složenými listy a drobnými bílými květy. Plodem je souplodí měchýřků. Zapalice jsou rozšířeny v Evropě a Asii. V Evropě roste pouze zapalice žluťuchovitá, která se vyskytuje i v některých oblastech České republiky. Někdy je tento druh pěstován jako stínomilná hajnička či skalnička.
Zapalice obsahují účinné alkaloidy a jsou to jedovaté rostliny.

## Popis
Zapalice jsou vytrvalé jednodomé byliny s tenkým, plazivým oddenkem a přímou, větvenou, lysou lodyhou. Kořeny jsou tenké, někdy hlízovité. Listy jsou 2x (až 4x) trojčetně složené, přízemní řapíkaté, lodyžní střídavé až téměř vstřícné, krátce řapíkaté až přisedlé, podobné přízemním, avšak menší.
Květy jsou pravidelné, oboupohlavné, poměrně drobné, tence stopkaté, uspořádané v řídkém hroznovitém nebo chocholíkovitém vrcholíku. Kalich je bílý, pětičetný, funkčně nahrazující korunu. Korunní lístky jsou mnohem menší než kališní, trubkovité nebo mělce vakovité, s nektárii. Tyčinek je větší počet, asi 20 až 30. 
Gyneceum je apokarpní, složené z 1 až 5 volných, vzpřímených, úzce vejčitých pestíků s krátkou čnělkou, obsahujících mnoho vajíček ve dvou řadách. Plodem je souplodí plochých, elipticky vejčitých měchýřků s prohnutým zobanem na konci. Plody obsahují mnoho téměř nebo zcela černých, hladkých, vejcovitých až elipsoidních semen.

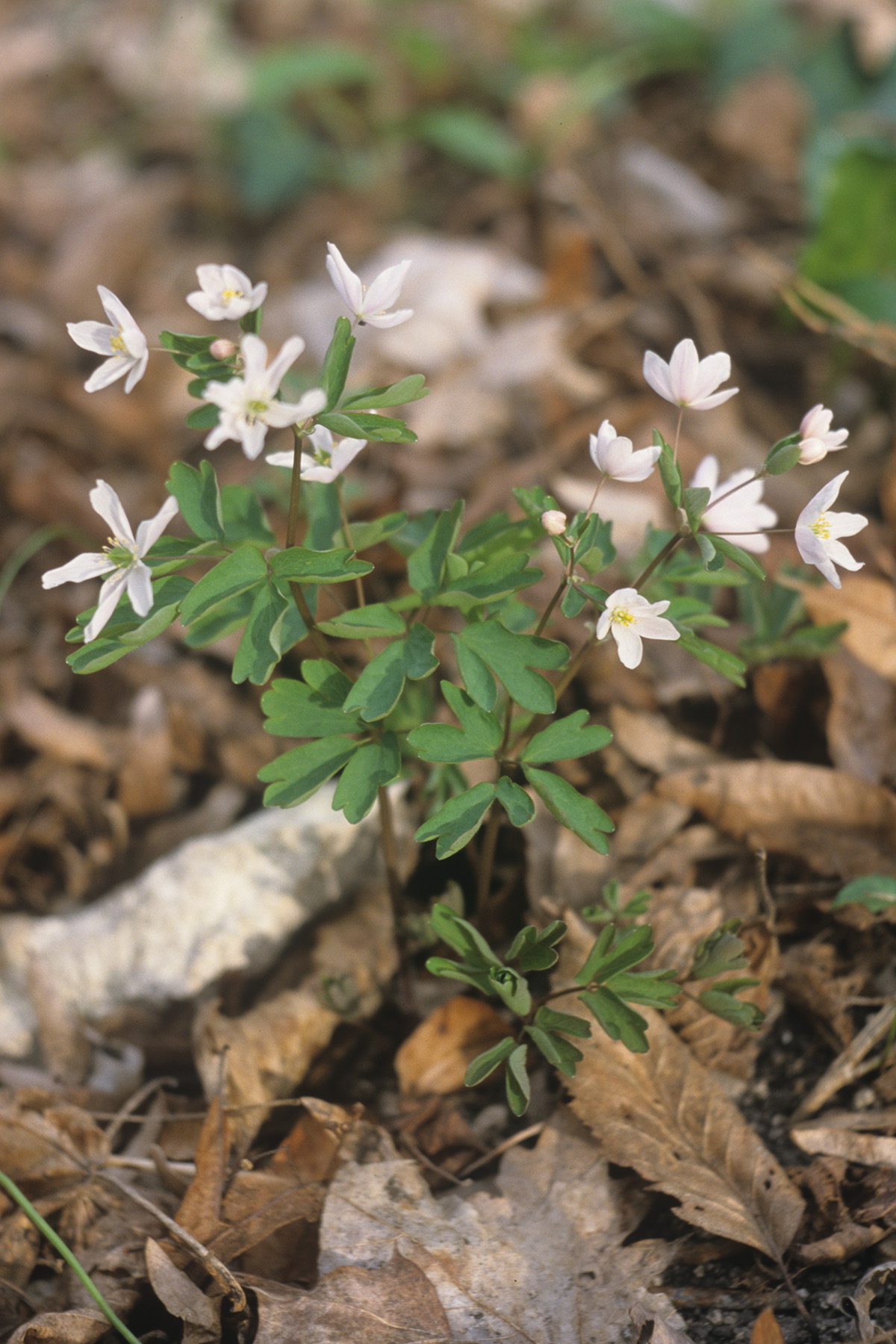
Zapalice žluťuchovitá
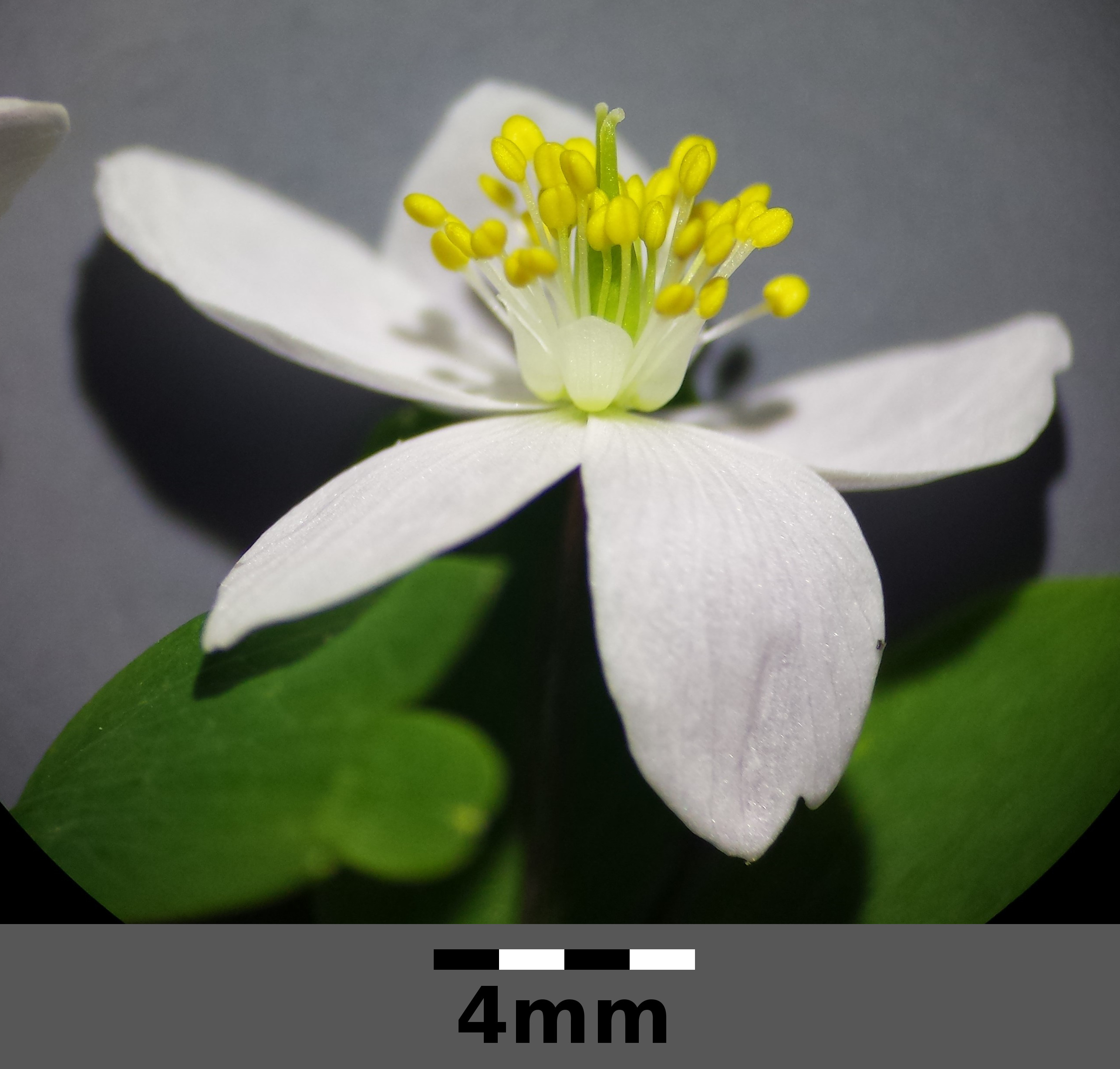
Detail květu zapalice žluťuchovité
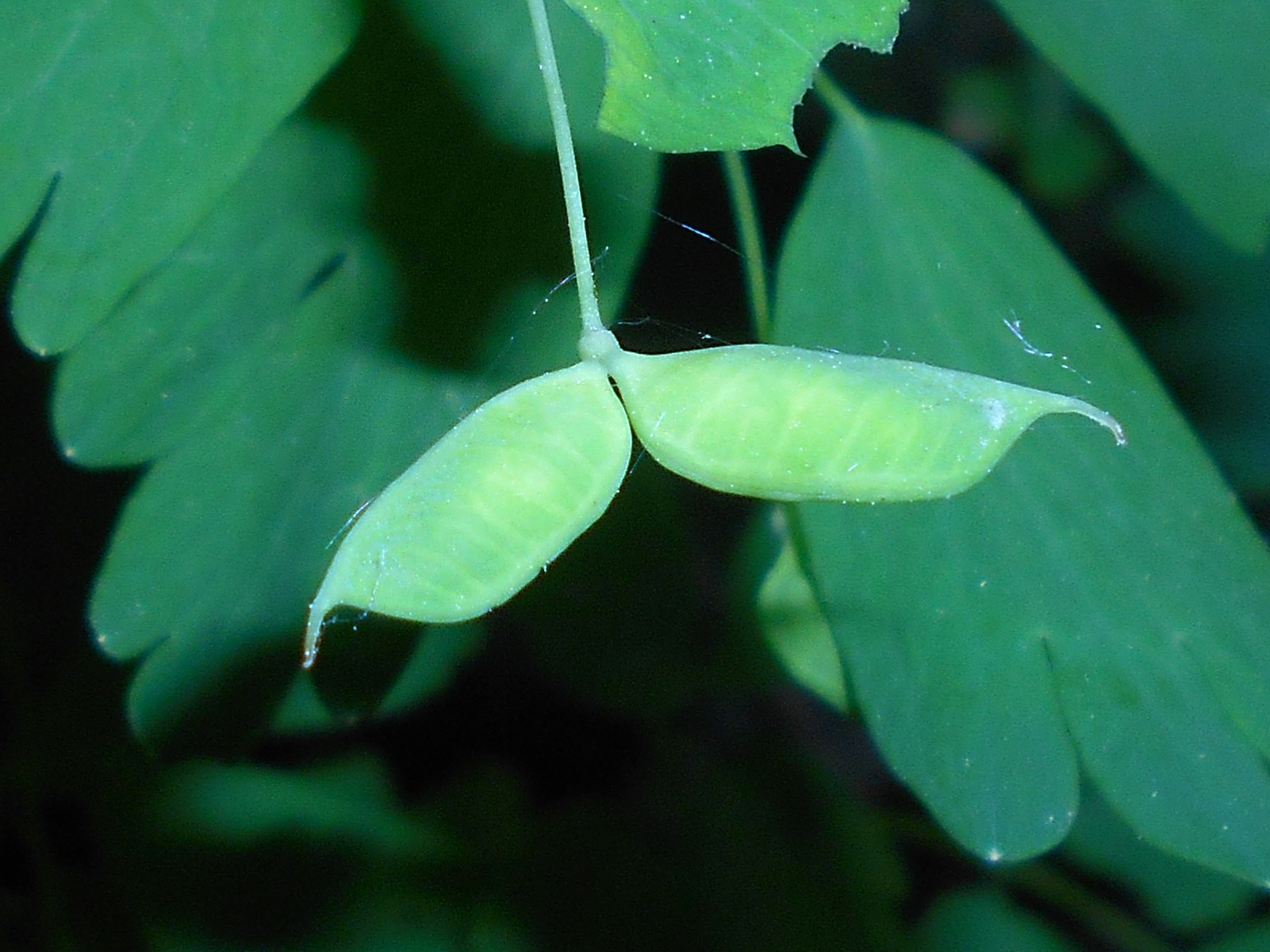
Souplodí zapalice žluťuchovité

## Rozšíření
Rod zapalice zahrnuje 4 druhy a je rozšířen výhradně v Eurasii. V Evropě roste jediný druh, zapalice žluťuchovitá (Isopyrum thalictroides), rozšířená od Španělska až po východní Evropu. V České republice roste v podrostu humózních listnatých lesů, hojněji zejména na východní Moravě. Zbývající druhy jsou asijské. Zapalice sasankovitá (Isopyrum anemonoides) je rozšířena v oblasti od Střední Asie přes Himálaj až po východní Čínu. Isopyrum mandshuricum roste na Ruském Dálném východě, Japonsku a Koreji, zatímco Isopyrum ludlowii je endemit západního Himálaje.

## Obsahové látky a jedovatost
Zapalice jsou jedovaté rostliny. Hlavními účinnými látkami jsou bisbenzylisochinolinové alkaloidy, zejména fangchinolin, dále tetrandin, pendulin, isopyruthalin, izotaliktrin a jiné. Jsou obsaženy zejména v kořeni, v menším množství i v nadzemní části rostliny. Tyto látky mají řadu biologických účinků, z nichž nejvýznamnější je antimikrobiální, antimalarické a imunologické působení.

## Taxonomie
Rod Isopyrum je v rámci čeledi Ranunculaceae řazen do podčeledi Thalictroideae a tribu Isopyreae. Mezi příbuzné rody náleží Enemion (6 druhů ve východní Asii a Severní Americe), Aquilegia (asi 130 druhů na severní polokouli), Semiaquilegia (4 druhy ve východní Asii) a Urophysa (2 druhy v Číně). 
V minulosti byly součástí rodu Isopyrum i druhy, dnes oddělované do samostatných rodů Dichocarpum a Enemion. V takovém pojetí byl však rod parafyletický.

## Zástupci
- zapalice sasankovitá (Isopyrum anemonoides)
- zapalice žluťuchovitá (Isopyrum thalictroides)[9]

## Význam
Zapalice žluťuchovitá bývá poměrně zřídka pěstována jako hajnička nebo skalnička, ozdobná drobnými květy a delikátním olistěním. Je vhodná pro vlhké, humózní půdy na stinném nebo polostinném stanovišti. Množí se výsevem čerstvých semen nebo dělením rostlin na podzim. Šetrným způsobem množení je odebrání dceřiných hlízek, které se tvoří v blízkosti matečné hlízy, bez poškození matečné rostliny. Na vhodném stanovišti se také samovolně rozšiřuje samovýsevem.